# Jana Schnabel
Jana Schnabel (* 9. Jänner 1999 in Linz) ist eine österreichische Leichtathletin, die sich auf den Dreisprung spezialisiert hat.

## Sportliche Laufbahn
Jana Schnabel konnte sich bisher noch für keine internationalen Meisterschaften qualifizieren, wurde aber 2020 und 2022 österreichische Hallenmeisterin im Dreisprung.

## Persönliche Bestleistungen
- Dreisprung: 12,61 m (+0,7 m/s), 13. Juni 2021 in Hallein
  - Dreisprung (Halle): 12,31 m, 29. Januar 2021 in Linz